# Karl Heinz Rechinger
Karl Heinz Rechinger, avstrijski botanik, predavatelj in akademik, * 16. oktober 1906, Dunaj, † 30. december 1998, Dunaj.
Rechinger je deloval kot predavatelj na Univerzi na Dunaju, direktor Prirodoslovnega muzeja na Dunaju in bil dopisni član Slovenske akademije znanosti in umetnosti (od 30. maja 1991).